# 出雲大社神戸分祠
出雲大社神戸分祠（いずもおおやしろ／たいしゃ こうべぶんし）は兵庫県神戸市中央区楠町、神戸の市街地に鎮座する神社。「縁結びの神」「福の神」そして「幽冥主宰の神」として知られる。出雲大社の御祭神・大国主大神（おおくにのぬし の おおかみ）様の御分霊を祀る。別称「神戸のいづもさん」

## 来歴
- 1895年（明治28年） - 島根県の出雲大社より分祀、出雲大社神戸教会所として創立。
- 1940年（昭和15年） - 阪神大水害で失われた社殿・教職舎、総檜造りにて再建。分院（大教会）に昇格。
- 1950年（昭和25年） - 分祠へと昇格。出雲大社神戸分祠となる。
- 1972年（昭和47年） - 出雲大社会館完成。

## アクセス
- JR神戸駅下車徒歩10分・JR元町駅下車徒歩15分・神戸高速線高速神戸駅下車徒歩10分・神戸高速線西元町駅下車徒歩5分・神戸高速線花隈駅下車徒歩7分・地下鉄大倉山駅下車徒歩5分・地下鉄みなと元町駅下車徒歩10分
- 阪神高速道路3号神戸線 京橋出入口 より5分ほど。